# 郡山トラックターミナル
郡山トラックターミナル（こおりやまトラックターミナル）は、福島県郡山市喜久田町（郡山インターチェンジ付近）にある公共トラックターミナルである。1976年（昭和51年）8月1日供用開始。東北高速道路ターミナル株式会社が運営する。

## 所在地
- 福島県郡山市喜久田町字上追池48-1[2]

## 施設
- 施設面積 67,131平方メートル[3]
- バース数 45バース[1]
- 貨物取扱能力 1,125トン/日[3]
- 洗車場 1か所[3]